# Иполито дела Ровере
Иполито дела Ровере (на италиански: Ippolito Della Rovere; * 6 февруари 1554, Кастелеоне ди Суаза; † 27 юли 1620, Рим, Папска държава) от рода Дела Ровере е италиански военен, господар на Монтафольо и Сан Лоренцо ин Кампо (1572 – 1584), господар на Кастелеоне ди Суаза и Мирабело (1573 – 1620), маркиз на Сан Лоренцо ин Кампо (1584 – 1620).

## Произход
Той е извънбрачен, впоследствие узаконен син на кардинал Джулио Фелтрио дела Ровере (* 1503, † 1513) и на метресата му Леонора от Ферара. По бащина линия е внук на  Франческо Мария I дела Ровере, херцог на Урбино, херцог на Сора, и на съпругата му Елеонора Гонзага. Има един брат:
- Джулиано (* 1559; † 1621), духовник.

Двамата с брат му за узаконени през 1572 г. от папа Пий V.

## Биография
На 17 години служи на братовчед си Франческо Мария II дела Ровере срещу турците, сражавайки се в известната битка при Лепанто (7 октомври 1571 г.). 
През 1572 г. е удостоен от баща си с владение над Сан Лоренцо ин Кампо и Монталфольо. През 1573 г. получава Кастелеоне ди Суаза и Миралбело . 
През 1594 г. служи на Испания във войната срещу Пиемонт . 
През 1598 г. е изгонен от двора на Урбино, след като се опитва да превземе Пезаро от херцог Франческо Мария II дела Ровере. Едва през 1609 г. се помирява с херцозите на Урбино благодарение на посредничеството на папа Павел V.
Умира в Рим през 1620 г., на 66 г., преди да лиши сина си Джулио от наследство.

## Брак и потомство
∞ 1583 за Изабела Вители († 14 юли 1598, Пезаро), маркиза на Аматриче, дъщеря на Якопо Вители, маркиз на Аматриче, и на Ливия Орсини от херцозите на Гравина, от която има един син и пет дъщери:
- Ливия дела Ровере (* 16 декември 1583, Кастелеоне ди Суаза; † 6 юли 1641, пак там), господарка на Рока Контрада, Кориналдо, Градара и Сан Лоренцо ин Кампо и чрез брак – последната херцогиня на Урбино (1599 – 1631); ∞ 26 април 1599 за братовчед си Франческо Мария II дела Ровере (* 1549, † 1631), последният херцог на Урбино (1574 – 1631), от когото има 1 син;
- Елизабета дела Ровере († малка)
- Ливия дела Ровере (* 1597), монахиня в манастира на Сестрите от Корпус Кристи в Пезаро
- Лукреция дела Ровере (* 1589, Урбино; † 18 февруари 1652, Рим), ∞ 31 август 1609 в Рим за Маркантонио Ланте (* 1566, † 1634), херцог на Бомарцо, от когото има деца. Родоначалничка на съществуващия до днес клон Ланте Монтефелтро дела Ровере;
- Елеонора дела Ровере, монахиня
- Джулио дела Ровере (* 1587, Сан Лоренцо ин Кампо; † 1636, Рим), ∞ за Катерина Чези ди Акуаспарта († 1642), дъщеря на маркиз и херцог Федерико Монтичели и на Олимпия Орсини от маркизите на Ламентана

Има и един извънбрачен син:
- Франческо дела Ровере